# Iglesia ortodoxa siríaca
La Iglesia ortodoxa siríaca o siríaca ortodoxa (en siríaco clásico: ܥܺܕܬܳܐ ܣܽܘܪܝܳܝܬܳܐ ܬܪܺܝܨܰܬ݂ ܫܽܘܒܚܳܐ, romanizado: ʿIdto Suryoyto Triṣath Šuḇḥo y en árabe: الكنيسة السريانية الأرثوذكسية‎), conocida también como Iglesia siriana ortodoxa, jacobita o, más precisamente, Iglesia católica apostólica siro-ortodoxa de Antioquía, es una Iglesia autocéfala perteneciente al grupo de la Iglesias ortodoxas orientales, es decir, una de las que no aceptan las conclusiones del Concilio de Calcedonia. Desde el 31 de marzo de 2014 está encabezada por Ignacio Efrén II Karim, quien lleva el título de patriarca de Antioquía y todo el Oriente.

## Historia

### Origen
El origen de la comunidad cristiana antioquena, según se narra en el libro bíblico neotestamentario de los Hechos de los Apóstoles (c. 11, vv. 19-25), se remonta al siglo I, a la era apostólica. Varios creyentes, huidos de Palestina debido a la persecución desencadenada tras la lapidación de san Esteban, se dispersaron por la región sirio-fenicia y llegaron a Antioquía, capital de la provincia romana de Siria, donde comenzaron a predicar a los judíos allí residentes, y después también a los paganos. Se dice que fue en esta ciudad donde por primera vez se llamó cristianos a los creyentes en Jesús. Poco después se integrarían en la comunidad antioquena los apóstoles Bernabé y Pablo; la ciudad fue el punto de partida y de regreso de los famosos viajes misioneros de este último. La consideración de Simón Pedro como fundador de la Iglesia y su primer obispo se debe a la tradición de que este apóstol, después de dejar la comunidad de Jerusalén y antes de llegar a Roma, vivió un tiempo en Antioquía y estructuró definitivamente la comunidad local. Esta tradición estaría avalada por el testimonio del propio Pablo en su carta a los Gálatas (c. 2, v. 11), donde cuenta que, efectivamente, Pedro se trasladó a vivir a aquella comunidad no antes del año 50. El caso es que Antioquía fue la primera Iglesia cristiana fuerte establecida fuera de Palestina, y que se mantuvo como uno de los grandes centros de la cristiandad de los primeros siglos.

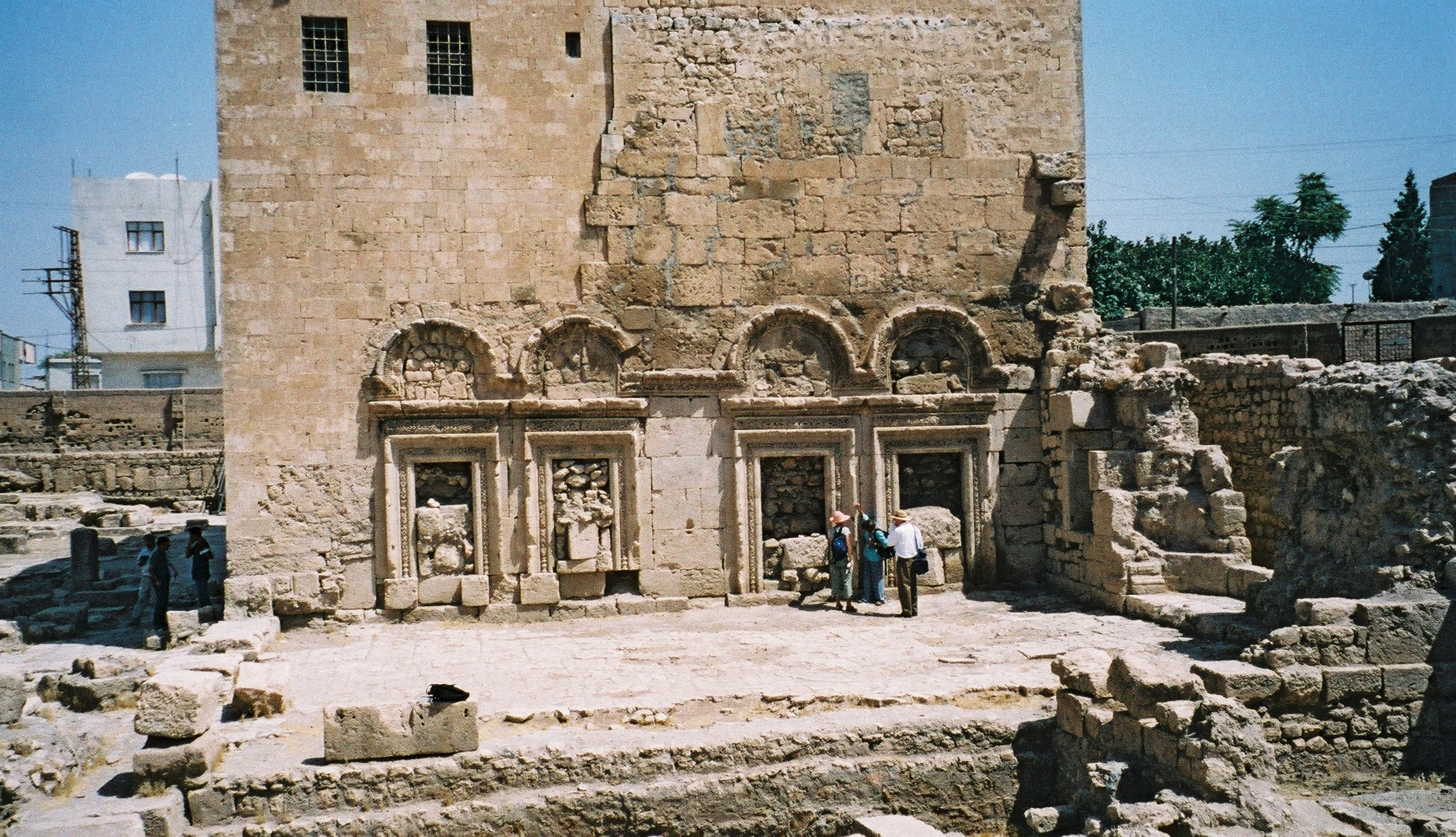
Iglesia de Santiago, en Nisibis, donde enseñó y ministró san Efrén de Siria

Efrén de Siria, también conocido como Efraín de Nísibis, fue un diácono y escritor, santo, padre de la Iglesia y doctor de la Iglesia sirio nacido en Nísibis (hoy Nusaybin, en Turquía) —entonces en la provincia romana de Mesopotamia— en 306 y muerto en Edesa en 373. Ya en su tiempo fue conocido como «el Místico», con el apelativo de «El arpa del Espíritu». De su obra teológica apenas quedan escasos fragmentos: escribió comentarios a todos los libros de la Sagrada Escritura y abundantes himnos litúrgicos. Poeta y teólogo, fue por excelencia el maestro de la Iglesia siria, de manera que se le llamó “profeta de los Sirios” y “arpa del Espíritu Santo”. Cuenta San Jerónimo que sus escritos se leían en las reuniones eucarísticas después de la Sagrada Escritura.

### Cisma
La Iglesia de Antioquía estaba en comunión tanto con Roma como con el resto de las Iglesias que aceptaron el credo del Concilio de Nicea de 325. Junto con Alejandría, Antioquía era una de las principales sedes episcopales de la cristiandad oriental; ambas Iglesias habían desarrollado importantes escuelas teológicas con enfoques muy diferentes y al mismo tiempo competían por el poder, lucha a la que se sumó Constantinopla proclamándose oficialmente como la «Nueva Roma» en el Concilio de Constantinopla de 381.
La Escuela de Antioquía se caracterizaba por una interpretación más literal e histórica de la vida de Jesús, por lo que teólogos como Diodoro de Tarso y Teodoro de Mopsuestia hacían hincapié en la auténtica humanidad de Cristo distinguiéndola de la naturaleza divina; por otra parte, en Alejandría se enfatizaba en la unidad de la persona de Cristo, donde humanidad y divinidad eran inseparables. La disputa se agudizó cuando Nestorio, quien fue un discípulo de Teodoro en Antioquía, se convirtió en el arzobispo de Constantinopla y defendió la cristología antioquena controvirtiendo el título de Theotokos dado a María, al postular que ella sería madre de Cristo pero no madre de Dios, ya que no podría haber engendrado la naturaleza divina. Para resolver la controversia se celebró en 431 el Concilio de Éfeso, que condenó a Nestorio y sus seguidores pero no logró poner fin a las disputas. Por un lado, el concilio tuvo lugar sin la presencia de Juan I de Antioquía y buena parte de los obispos de Oriente, que no lo reconocieron hasta varios años después; mientras que del otro lado, no se suscribieron por completo las afirmaciones de Cirilo de Alejandría, principal rival de Nestorio.
El descontento que quedó luego del concilio y la controversia generada por las enseñanzas monofisitas de Eutiques llevaron a un segundo Concilio de Éfeso en 449, donde sin tener en cuenta al papa de Roma se proscribió toda mención a las dos naturalezas y se humilló a los opositores de las tesis alejandrinas. El llamado «conciliábulo» fue condenado dos años más tarde durante el Concilio de Calcedonia de 451, que adoptó el Tomo de León I presentado por los legados papales, siguiendo la fórmula de que en Cristo hay dos naturalezas unidas en una sola persona; sin embargo, muchos cristianos siríacos rechazaron la resolución como una imposición romana. A los que seguían la distinción contundente de las dos naturalezas de Cristo defendida por Nestorio —condenada en Éfeso y que no pudo reconciliarse en Calcedonia— se les denominó nestorianos; mientras que a los que estaban en el bando opuesto se les calificó como monofisitas, lo que aún consideran ofensivo porque siempre se han reivindicado como «ortodoxos», siendo más correcto llamarlos miafisitas al señalar su creencia de que en Cristo hay una naturaleza compuesta por divinidad y humanidad.
Aunque las decisiones conciliares fueron impuestas por las autoridades del Imperio bizantino, los disidentes se refugiaron en las zonas rurales semidesérticas sirias y árabes, y también fuera del Imperio. Los miafisitas sirios mantuvieron su propia liturgia en idioma siríaco, una variante del arameo usada por el común de la población rural, que a su vez se fue diferenciando del idioma y la liturgia de los sirios orientales o caldeos, que vivían en el vecino Imperio persa sasánida y adoptaron el nestorianismo (diofisismo). Por otra parte, los defensores de Calcedonia, que eran en su mayoría de cultura y lengua griega, se concentraron en las ciudades y fueron llamados despectivamente melquitas (seguidores del emperador) por los miafisitas.
A mediados del siglo VI la Iglesia miafisita siria se encontraba en una situación dramática, quedaba casi sin obispos y el patriarca Severo de Antioquía había muerto en el exilio en 538; fue entonces que apareció la figura del monje Jacobo Baradeo (después obispo de Edesa), quien, enviado a Siria en secreto por la emperatriz bizantina Teodora (que favorecía su causa) llevó a cabo una inmensa labor de revitalización y reorganización de la que ya puede llamarse Iglesia siro-ortodoxa. Fue Baradeo quien consagró en 544 a Sergio, el primer patriarca plenamente sirio-ortodoxo, haciendo así definitivo el cisma con el patriarca rival greco-ortodoxo. Por causa de Baradeo, los detractores de esta Iglesia comenzaron a denominar a sus fieles como jacobitas.

Celebración de la Iglesia siríaca en Mosul, a comienzos del

### Crecimiento
La conquista árabe en el siglo VII terminó con la persecución bizantina y favoreció el crecimiento de esta Iglesia. En la Edad Media poseyó escuelas de teología, filosofía, Historia y ciencias. La Iglesia ortodoxa siríaca incluía 20 sedes metropolitanas y 103 diócesis, extendidas desde Siria hasta Afganistán, así como comunidades sin obispos en el Turquestán y en la hoy provincia china de Xinjiang.

### Persecuciones
Las invasiones de los mongoles a partir del siglo XIII, y especialmente el ataque de Tamerlán en 1399, destruyeron los templos y monasterios de los cristianos ortodoxos sirios y dispersaron sus comunidades. A partir de ahí el número de fieles se redujo. Un golpe mayor fue la persecución ejercida por el Imperio otomano durante e inmediatamente después de la Primera Guerra Mundial. El patriarcado debió trasladarse en 1924 del monasterio de Mor Hananyo, donde se encontraba desde 1293, a la ciudad de Homs, en Siria.

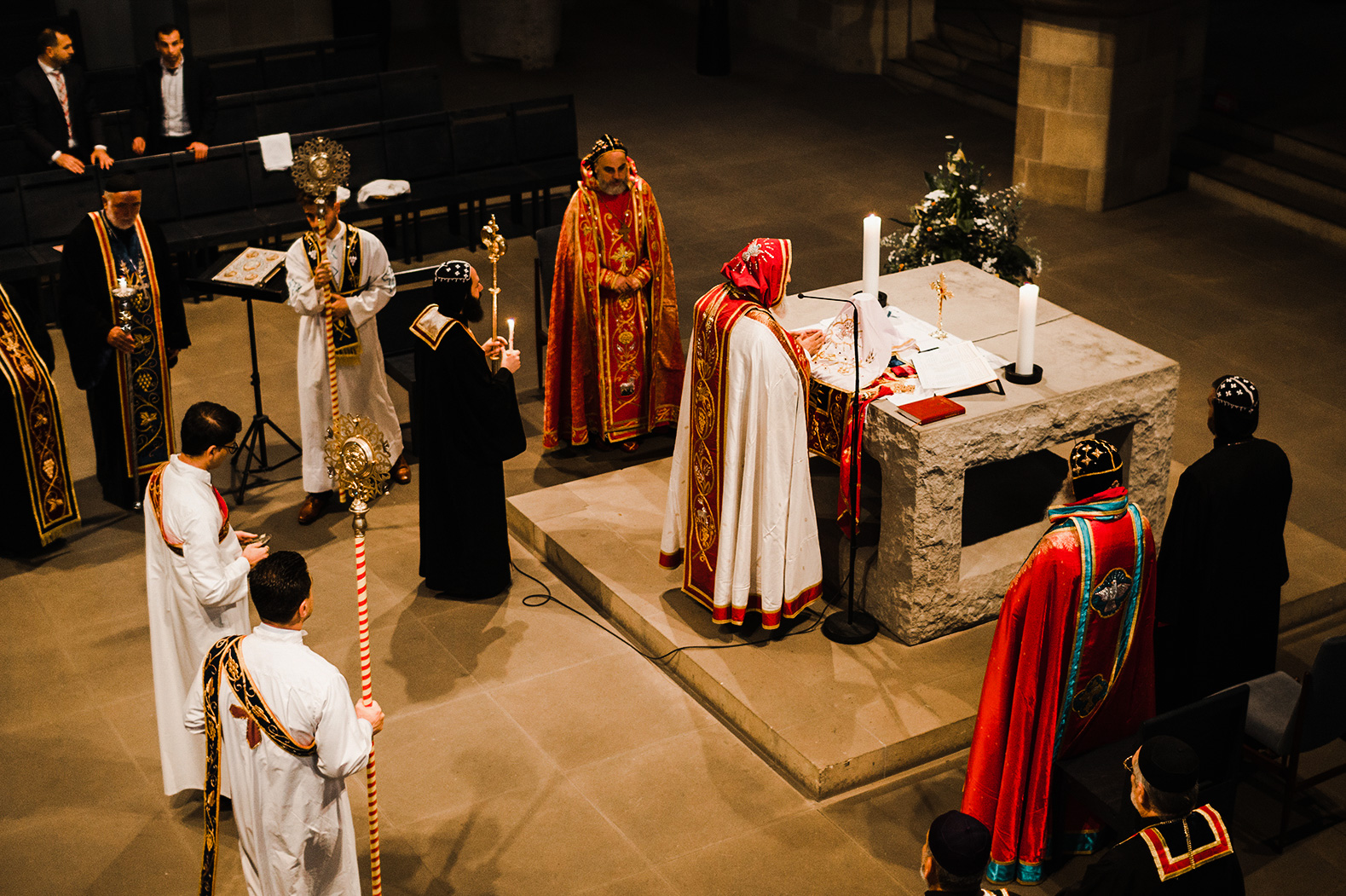
Patriarca Ignacio Efrén II presidiendo celebración eucarística en Sttutgard, Alemania, en 2018.

### Actualidad
La Iglesia ortodoxa siríaca está compuestas por comunidades ortodoxas siríacas en Líbano, Siria, Irak, en la provincia turca de Mardin; asimismo, existen emigrantes y pequeños grupos de nuevos adherentes de está tradición cristiana en Europa, Argentina, Guatemala, Colombia, Venezuela, Brasil, Bolivia, Puerto Rico y Estados Unidos; y además en la India, donde una parte de la Iglesia ortodoxa de Malankara está bajo jurisdicción del patriarcado sirio, desde la llegada de los primeros cristianos a la zona de Kerala, a inicios de la era cristiana. El seminario ortodoxo siriano de San Efrén es el mayor instituto teológico del patriarcado.
En 1971, el patriarca siro-ortodoxo de Antioquía y el papa de la Iglesia católica firmaron una declaración conjunta con la que se superaron las condenas mutuas y comenzó un nuevo periodo de relaciones entre ambas Iglesias.

El papa Pablo VI y el patriarca Mor Ignacio Jacob III están de acuerdo en que no hay diferencia en la fe que profesan sobre el misterio del Verbo de Dios hecho carne y hecho realmente hombre, aunque a lo largo de los siglos las dificultades han surgido de las diferentes expresiones teológicas con las que se expresó esta fe. Por tanto, animan al clero y a los fieles de sus Iglesias a esforzarse aún más para eliminar los obstáculos que todavía impiden la plena comunión entre ellos. Esto debe hacerse con amor, con apertura a los impulsos del Espíritu Santo y con respeto mutuo entre sí y con la Iglesia de cada uno.

El patriarca de Antioquía y todo el Oriente reside en Damasco desde 1959. Tras la muerte del patriarca Ignacio Zaqueo I Iwas, el líder de la Iglesia ortodoxa siríaca es el patriarca Ignacio Efrén II Karim, elegido por el Santo Sínodo el 31 de marzo de 2014.En los últimos años la Iglesia ha sufrido persecución especialmente en Siria e Irak donde se concentra la mayor parte de sus fieles, debido al avance de Isis cientos de miles de personas debieron emigrar, una gran parte de las iglesias históricas fueron destruidas.

## Patriarcas de Antioquía

### Obispos, arzobispos metropolitanos y patriarcas previos al cisma de 518
Desde la época apostólica hasta el cisma entre calcedonianos y no calcedonianos iniciado en 518 con el nombramiento de un rival calcedoniano de Severo el Grande y completado en 544. Durante el período arriano llegó a haber hasta tres prelados que ocupaban simultáneamente la sede de Antioquía (330-381).

### Patriarcas no calcedonianos posteriores al cisma de 544
Lista de patriarcas siro-jacobitas de Antioquía, que adoptaron el credo miafisita a partir del cisma de 518, consumado en 544, separándose así, de la Iglesia ortodoxa/Iglesia católica hasta la división del patriarcado entre siro-ortodoxos y siro-católicos en 1662. Los patriarcas residieron en diversos monasterios, tales como: Qartmin (cerca de Alepo) y Qenneshrin (cerca de Jarabulus).

### Lista de patriarcas de la Iglesia ortodoxa siríaca desde el cisma de 1662
- Ignacio Abdul Masih I 	(1662-1686)
- Ignacio Jorge II 		(1687-1708)
- Ignacio Isaac Azar 		(1709-1722)
- Ignacio Shukr Allah II 	(1722-1745)
- Ignacio Jorge III 		(1745-1768)
- Ignacio Jorge IV 		(1768-1781)
- Ignacio Mateo 		(1782-1817)
- Ignacio Yunan 		(1817-1818)
- Ignacio Jorge V 		(1819-1837)
- Ignacio Elias II 		(1838-1847)
- Ignacio Jacob II 		(1847-1871)
- Ignacio Pedro IV 		(1872-1894)
- Ignacio Abdul Masih II 	(1895-1905)
- Ignacio Abd Allah II 		(1906-1915)
- Vacante			(1915-1917)
- Ignacio Elías III 		(1917-1932)

Traslado de la sede a Mosul, Irak, en 1924.
Traslado de la sede a Homs, Siria, en 1933. 
- Ignacio Abraham I Barsoum 	(1933-1957)

Traslado de la sede a Damasco, Siria, en 1959. 
- Ignacio Jacob III 		(1957-1980)
- Ignacio Zaqueo I Iwas 	(1980-2014)
- Ignacio Efrén II Karim    (2014-actual)